# Sabbas d'Alexandrie
Sabbas d'Alexandrie ( XIIe siècle), est patriarche melkite d'Alexandrie vers  1117 

## Contexte
Sabbas participe en 1117 au synode à Constantinoplequi critique les expressions « nestoriennes » utilisées par le Métropolite Eustrate de Nicée dans un texte contre les enseignements de Église apostolique arménienne,